# Louis Monziès
Louis Monziès (Montauban, 28 maggio 1849 – Le Mans, 13 marzo 1930) è stato un pittore e incisore francese.
Si distinse come acquafortista a Parigi prima di essere nominato curatore dei tre musei di Le Mans nel 1920.

## Biografia
Louis Monziès è nato in una famiglia di giuristi. È il secondo figlio di Antoine-Martial Monziès, avvocato, e di Claire Joséphine Monthieu de Sauveterre.
Dopo un periodo nell'esercito del generale Bourbaki, andò a Parigi nel 1871 dove divenne allievo dei pittori Ernest Meissonier, Isidore Pils, e dell'incisore Léon Gaucherel. Debuttò al Salon del 1876 e ottenne la medaglia di 3ª classe al Salon del 1867 e del 1880, nonché una medaglia di bronzo all'Esposizione Universale del 1889. Partecipò regolarmente al Salon, a mostre regionali e ad alcune mostre internazionali, in particolare negli Stati Uniti.
Il 16 febbraio 1882 sposò Eugénie Alphonsine Courtignon a Cherbourg. Si divisero poi tra Landemer (comune di Gréville-Hague) e Parigi, dove la coppia si trasferì a luglio del 1882 in un appartamento al 158 boulevard Malesherbes. Il primo figlio, Jean, nacque nel luglio del 1889, Pierre nel 1891 e Jacques nel 1895.
Monziès produsse numerose incisioni per illustrazioni di libri e interpretazioni incise di opere, in particolare di Ernest Meissonier e Henri Pille. Divenne membro della Société des Artistes Français nel 1884 e della Société des peintres-graveurs français nel 1891. L'evoluzione delle tecniche editoriali e della fotografia gli rese però più difficile la carriera di incisore. Monziès partecipava attivamente alla vita artistica della capitale frequentando il salone Hédouin (vedova e sorella dell'incisore Edmond Hédouin) nonché quello dell'editore Alphonse Lemerre. Il 2 maggio 1894, Louis Monziès fu nominato membro della Royal Society of Painter-Printmakers) di cui era membro anche Auguste Rodin.
Per far fronte al calo delle entrate della stampa, nel marzo 1895 Monziès si recò a Le Mans e in aprile divenne insegnante di disegno al Collegio Notre-Dame de Sainte Croix. Tenne anche delle lezioni di disegno a casa e dal 1899 svolgerà anche un'attività di restauro di dipinti o disegni. Riprese a dipingere nel 1905 e iniziò a vendere dipinti. Durante la prima guerra mondiale, Monziès vendette molti acquerelli, alcuni dei quali acquistati da ufficiali americani ospitati dal pittore tra il 1918 e il 1919.
Louis Monziès venne nominato curatore dei tre musei di Le Mans il 22 marzo 1920 dall'allora Ministro dell'Istruzione e delle Belle Arti, André Honnorat. Organizzò il trasferimento delle collezioni dalle sale della prefettura al Museo di Tessé e seguì l'installazione del nuovo Museo di La Reine Bérengère. Si dedicò sempre più alla sua attività di conservazione museale a discapito della sua produzione artistica.
Morì nel 1930 nella sua casa di rue Cauvin a Le Mans.